# Philipp af Hessen
 Ikke at forveksle med Philip 1. af Hessen.
Philipp, titulær landgreve af Hessen-Kassel-Rumpenheim (født 6. november 1896 på slottet Rumpenheim, død 25. oktober 1980 i Rom) blev overhoved for alle linjer i Huset Hessen fra 1968.
Philipp var aktiv nazist fra 1930 og blev i 1933 Oberpräsident i Hessen-Nassau. Gennem sit ægteskab med prinsesse Mafalda blev han et vigtigt bindeled mellem de tyske nazister og de italienske fascister, men i 1943 kølnedes forholdet mellem nazistpartiet og højadelen så meget, at han blev ekskluderet af partiet, frataget sin position og sendt i koncentrationslejren Flossenbürg og senere til Dachau, hvorfra han og andre prominente fanger førtes til Tyrol. Her blev han 4. maj 1945 anholdt af amerikanske soldater. Han blev løsladt i 1947.

## Familieforhold

### Forældre
Philipp var søn af Margarethe af Preussen, født i Potsdam i 1872, død i 1954 og titulær landgreve Frederik Karl af Hessen-Kassel-Rumpenheim, født på slottet Panker ved Kiel i 1868, død i Kassel i 1940. 

### Ægteskab
Gift i Racconigi i 1925 med Mafalda af Savoyen, datter af Italiens konge, Victor Emanuel 3. (født i Rom i 1902, død i Koncentrationslejren Buchenwald i 1944). 

### Børn
1. Moritz (6. august 1926 – 23. maj 2013) – gift 1964 med Tatiana af Berleburg. Skilt 1974.
2. Heinrich (30. oktober 1927 – 18. november 1999).
3. Otto Adolf (3. juni 1937 – 3. januar 1998) – gift 1965 med Angela von Doering. Skilt 1969. Gift anden gang 1988 med Elisabeth Bönker. Skilt 1994.
4. Elisabeth Margarethe (8. oktober 1940) – gift 1962 med Friedrich Carl von Oppersdorf.